# 유티 완시
유티 완시(학명: Youti yuanshi 유티 완시[*])(중국어로 애벌레를 뜻하는 '유총'에서 비롯되었다(중국어: 幼虫 yòuchóng[*]))는 중국 윈난성의 캄브리아기 위안산 지층에서 발굴된 멸종한 공하강 절지동물의 한 속이다. 유티는 1종을 포함하며, 탄산염 노두에서 애벌레 개체의 모습을 잘 간직한 채 발견되었다. 내장은 잘 보존되어 있어 싱크로트론 투과전자현미경 및 컴퓨터단층촬영을 통해 연구되었다. 화석표본에서 엽족동물에 가까운 다리와 유조동물의 것과 닮은 말초 혈림프 체계가 있다는 것이 밝혀져 있다. 신체적 특징에 기반한 스미스 등 연구진의 논문에 따르면, 유티는 아노말로카리스, 오파비니아, 팜브델루리온, 그리고 케리그마켈라를 포함하는 절지동물 분기군에 위치해 있다.